# Friedrich Philipp Usener

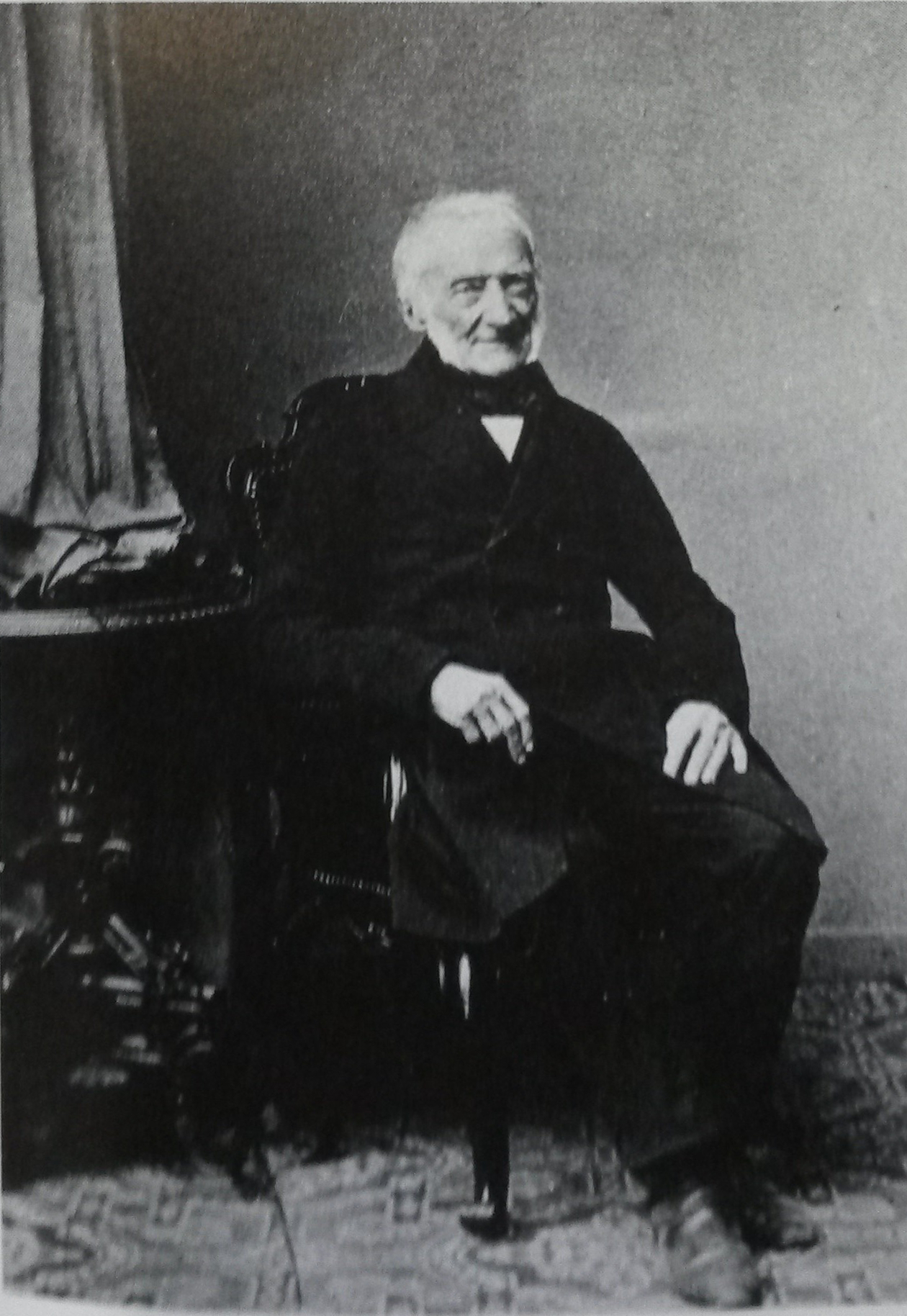
Friedrich Philipp Usener

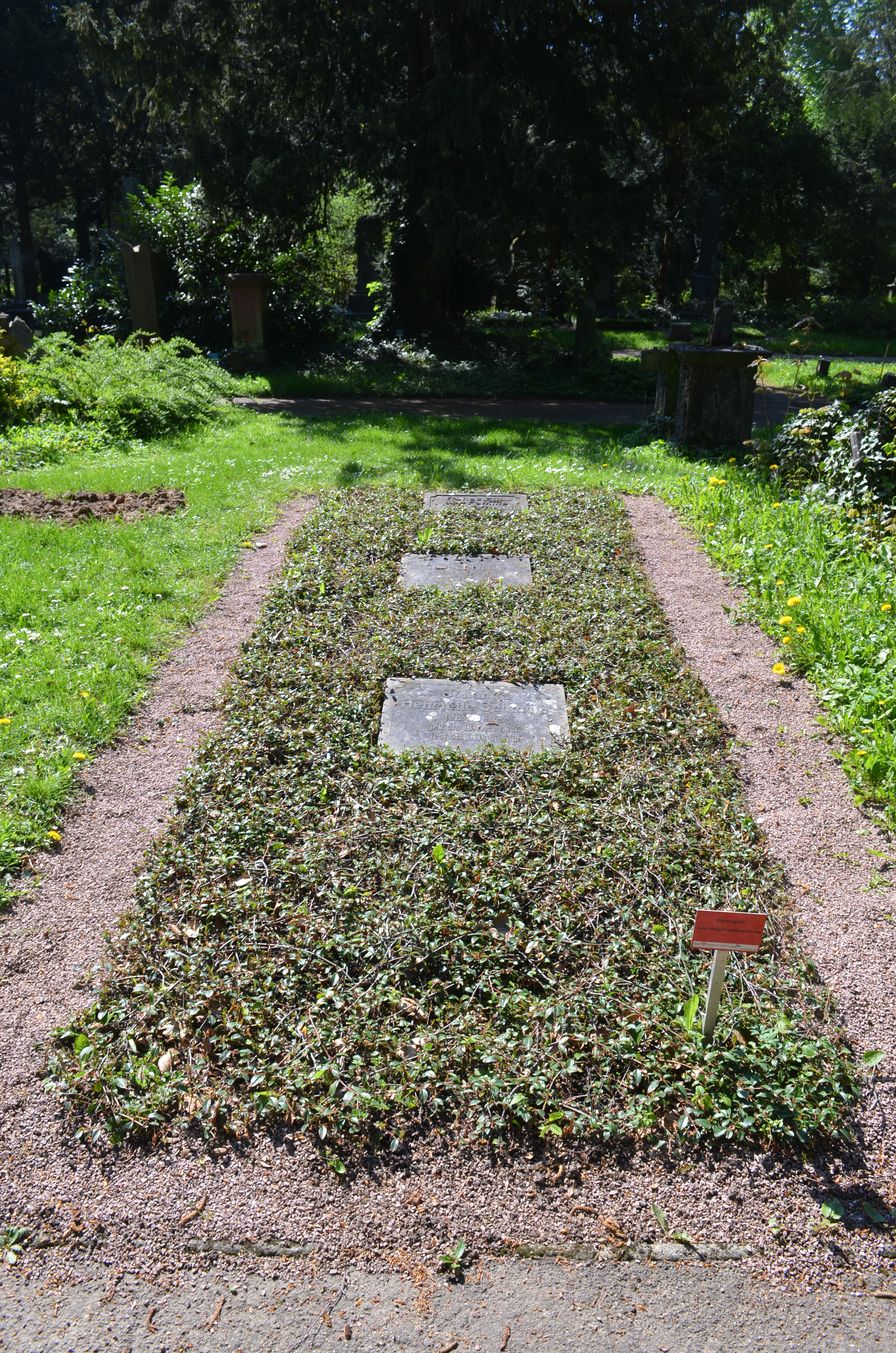
Grab von Friedrich Philipp Usener auf dem Hauptfriedhof Frankfurt

Friedrich Philipp Usener (* 26. November 1773 in Steinfurth; † 11. November 1867 in Frankfurt am Main) war ein deutscher Jurist und Politiker.

## Leben
Friedrich Philipp Usener war ein Sohn des Amtmanns vom Amt Bornheimerberg, Johann Heinrich Usener (1745–1815). Er wuchs in Bergen auf und studierte danach Rechtswissenschaften in Marburg und Göttingen. 1796 wurde er in Erlangen zum Dr. jur. promoviert. Ab 1797 arbeitete er als Advokat in Frankfurt, wo er im gleichen Jahr das Bürgerrecht erwarb.
Bis 1806 war er Mitglied der Frankfurter Gesandtschaft am immerwährenden Regensburger Reichstag. Unter Dalberg war er bis 1813 Fiscalanwalt. In den Befreiungskriegen war er 1814/15 Oberst und an der Organisation des Frankfurter Landsturms beteiligt.
1821 war er erstmals Kandidat zum Senat der Freien Stadt Frankfurt. Bei der Kugelung hatte er jedoch Pech und Bernhard Miltenberg wurde Senator. 1822 war es Johannes Kappes, 1823 Friedrich Carl Hector Wilhelm von Günderrode und 1824 Johann Konrad Behrends, die mehr Glück hatten, als Usener. Da seine Qualifikation allgemein anerkannt war, beschloss der Senat am 21. Oktober 1824 Usener entgegen den gesetzlichen Vorschriften ohne Kugelung als Kanzleirat einzustellen. Die Ständige Bürgerrepräsentation stimmte am 4. November 1824 diesem Vorgehen zu. Doch die Pechsträhne Useners sollte anhalten. 1826 unterlag er Conrad Adolf Bansa, 1827 Carl Heinrich Georg von Heyden.
1829 wurde er endlich Senator, 1839 Schöffe und gehörte dem Senat der Freien Stadt Frankfurt bis 1861 an. Daneben war er 1830 bis 1848 Mitglied des Gesetzgebenden Körpers.
1831, 1832 und 1836 war er Stadtgerichtsrat, 1837 Stadtgerichtsvizedirektor und 1838 bis 1856 Appellationsgerichtsrat.
Er beschäftigte sich daneben als Heimatforscher und dort vor allem mit den Burganlagen der Gegend. Auch war er Zeichner von Aquarellen.

## Schriften
- Die frei- und heimlichen Gerichte Westphalens; Beitrag zu deren Geschichte nach Urkunden aus dem Archiv der Freien Stadt Frankfurt, 1832
- Beiträge zu der Geschichte der Ritterburgen von Frankfurt am Main, 1852
- Frankfurt am Main während des Verfassungsstreites, 1817
- Der Patrizier Regiment in der Reichsstadt und der Freien Stadt